# Niklas Savander
Niklas Savander, född 4 augusti 1962 i Helsingfors, är en finlandssvensk affärsman. Han verkar som styrelseproffs och ordförande till flere Private Equity ägda tillväxt- och teknologibolag. Savander var 2013-2015 verkställande direktör för medicinteknikbolaget Elekta AB, som är listat på Stockholmsbörsen. Före sin tid på Elekta var han var bland annat en av mobiltelefonföretaget Nokias direktörer. Han började på Nokia år 1997 och avgick 2012. Före Nokia var Savander anställd på Hewlett-Packard i Finland, Tyskland och Schweiz. Savander har också varit aktiv styrelseledamot i flera bolag, bl.a. NokiaSiemensNetworks, Navteq, Symbian, Tamfelt,  NokiaNeuCommunitech, Nebula, Klarna Bank, Doro AB, Verne Global, Zervant Oy Cint Group AB och SilverFin BV. Savander är för tillfället ordförande i EasyPark Group AS, Evondos Group Oy, Outpost24 AB och Papirfly Group AS. Under tiotals år har Savander också varit aktiv på non-proft sidan som ordförande i Waldemar von Frenckells Stiftelse och styrelsemedlem i ett antal andra finska stiftelser.
Savander växte upp i Björneborg, där hans far Magnus Savander var VD för företaget Oy W. Rosenlew Ab. Savanders mor Christina är av ätten von Frenckell, som sålde företaget Rosenlew till Rauma–Repola under 1980-talet. I Björneborg gick Savander grundskolan och gymnasiet i Björneborgs svenska samskola. Efter Björneborg flyttade Savander till Helsingfors. Han har studerat vid Tekniska högskolan och Svenska handelshögskolan.